# Кулешовка (Липецкий район)
Кулешовка — село Косырёвского сельсовета Липецкого района Липецкой области.
Расположено около Елецкого шоссе. Рядом расположен центр поселения — с. Сенцово, с. Косырёвка
Рельеф холмистый. В деревне расположены три пруда.

## Дореволюционный период
Селение возникло в первой половине XIX века. По всей видимости после реформы управления государственными крестьянами 1837—1841 гг. В результате реформы государственные крестьяне из малоземельных сел переселялись на свободные земли. В Кулешовку пришли «Однодворцы» выходцы из с. Подгорного Липецкого района.
В 1846 году Кулешовский Хутор с. Подгорного уже упоминается в Метрической книге с. Подгорное Пятницкой церкви, которой и были приписаны жители деревни. В 1862 году в Кулешовке проживало 86 мужчин и 94 женщины в 22 дворах.
По подворовой переписи 1883 года на учёте стояло 7 действующих солдат.
Земельный вопрос во все времена был главный. По данным на 1883 год у крестьян с. Подгорное и д. Кулешовка была общая пашня на 335 десятин, у границ Воронежской губернии, которую 30 лет сдавали в аренду.
Кулешовка входила в 4-й участок земского начальника по Липецкому уезда.
Мимо деревни проходил Елецкий тракт, который был источником дохода для жителей, в качестве постоялых дворов. Так же жители были хлебопашцами, военными и лесничими. Так лесник Сенцовского лесничества Азарнин Пётр Петрович был награждён похвальным листом: «Казенному леснику Тамбовской губернии Петру Озорнину за отличную усердную службу в Санкт-Петербурге ноября 17-го дня 1909 г.», подписанным управляющим землеустройством и земледелием, товарищем Иваницким. Азарниным П. П. был заложен сельский погост в д. Кулешовка, предварительно очищен от мусора и огорожен.
На 1908 год в деревне работало училище 4-х летнее. В школе было 47 учеников, а в деревне проживало 450 человек. В 1916 году Кулешовка входила в М. Н. П. (Министерство Народного Просвещения) Харьковский учебный округ Липецкого уезда, Сырской волости Тамбовской губернии.
Представители деревни активно участвовали в первой мировой войне 1914—1918 гг.

## Советский период
Название колхозов, куда входила д. Кулешовка менялось. Это колхоз им. 16 Партсъезда, колхоз им. Ленина, колхоз «Победа», колхоз «50 лет Октября» и "СХПК «Подгорное» вплоть до упразднения колхозов в 1991 г.
Администрация сельского совета после укрупнения колхозов в 1950-х годах находилась первоначально в с. Косыревка, затем после очередных реорганизаций (колхоз «Победа») переехало в д. Бруслановка, сохранив при этом название Косыревский сельский совет.
МТС колхоза располагалось на месте закрытого рудника (шахты). Имелась столовая, которая функционировала до середины 1990-х годов. Кузница. Водонапорная башня. После 2010 года на месте МТС появился поселок Боровиха.
В середине деревни располагалось ферма (свинарник), которая была закрыта во второй половине 1980-х годов. Рядом с фермой был яблоневый колхозный сад. В центре деревни была мельница и амбары (на этом месте сейчас стоит жилой дом).
25 февраля 1931 года Совнарком СССР принял постановление о сооружении Новолипецкого металлургического завода на базе местных железорудных месторождений (в том числе Кулешовском), которое входило в Липецкое рудоуправление. Шахты именовались просто по номерам: № 1, № 3, № 6, № 8, 8-бис, 12… Все они были соединены между собой железной дорогой.

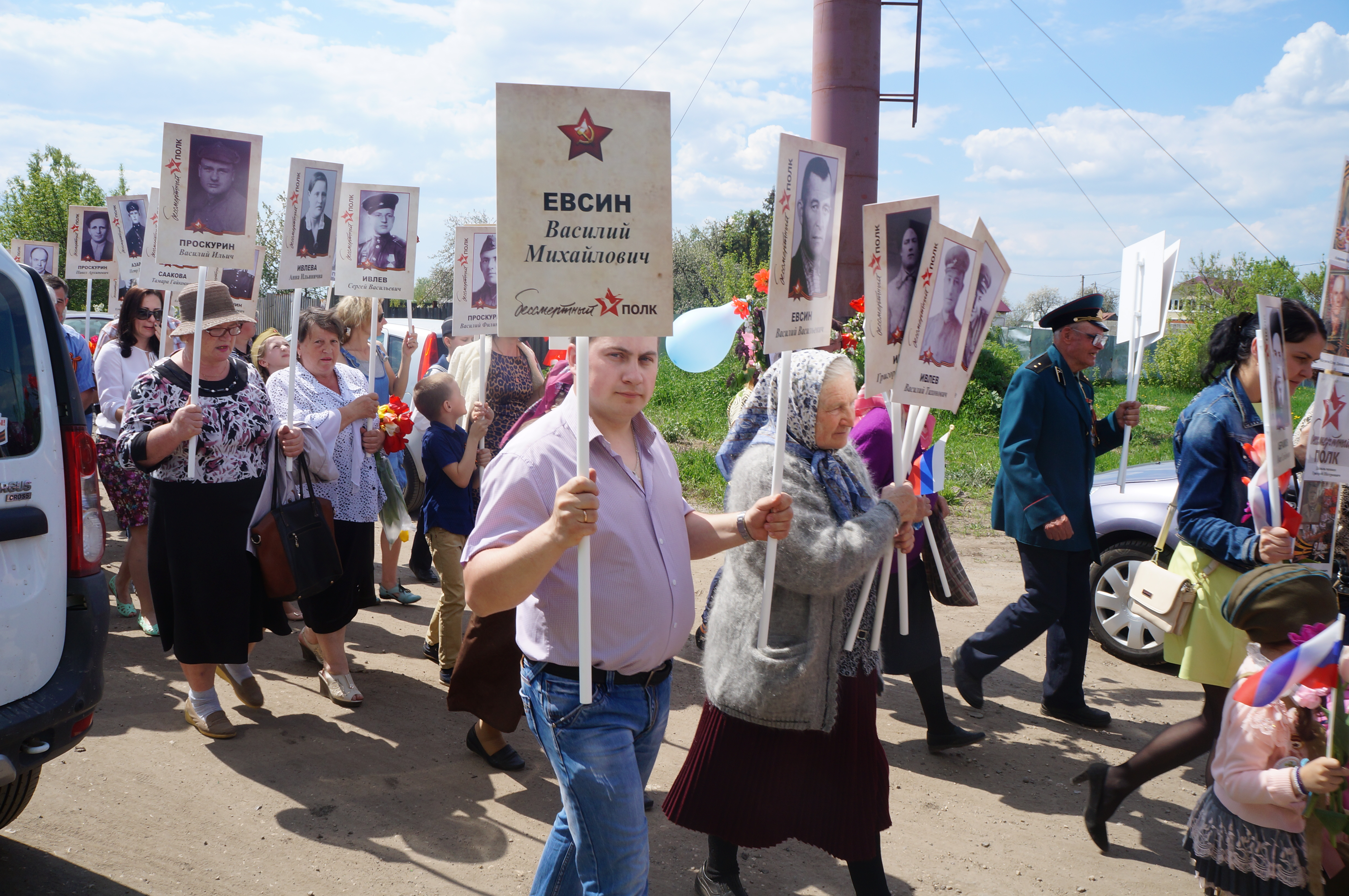
9 мая 2016 г. Открытие памятника погибшим на войне

Эти шахты работали с середины 1920-х годов, при каждой был посёлок, где жили рабочие с семьями. В 1930-х годах Липецкое рудоуправление построило для своих работников несколько деревянных и каменных домов, а также фибролитовые бараки. Отдельно поселили инженеров — для них выстроили настоящие дома. Те дома стоят до сих пор, сохранились и некоторые бараки. В начале 1960-х все населенные пункты при рудниках перестали существовать. В 1964 году рудник был закрыт в связи с открытием добычи на Курской магнитной аномалии. Позже шахты были засыпаны. Сохранились насыпи от шахт, где добывали руду черных металлов. Шахтеры остались без работы. Многим пришлось приобретать новые профессии или уехать в Курскую или Белгородскую области, чтобы продолжить работать шахтером.
В поселке имелась баня, школа. В этом районе располагались конюшни.
Процесс раскулачивания так же затронул д. Кулешовку. В 1930 году были раскулачены ряд жителей, в том числе Евсин Федор Григорьевич «До революции имел 300 голов овец, занимался торговлей скота и мяса. В хлебозаготовку облагался 250 пудов. Имел часть ветреной мельницы.»
Репрессии 1930-х годов XX века не обошли Кулешовку.
В 1941—1945 гг. жители д. Кулешовка активно участвовали в боевых действиях, это более 177 человек, из них 90 человек погибло.
В Кулешовке и поселке 6-я Шахта размещались многочисленные госпитали. Одно из мест захоронений было на сельском кладбище. Другое захоронение — в районе бывшего поселка. Умерших от ран в санпоездах снимали с поезда и хоронили в леске близ насыпи — таких захоронений было много. В 1965 году к 20-летию Победы над братскими могилами был установлен памятный знак.
Деревня была электрифицирована до 1949 г.
До середины 1960-х годов въезд в Кулешовку был с юго-западной стороны и только после строительства Елецкого шоссе въезд в деревню сделали с восточной стороны, с шоссе.
На территории колхозного сада с южной стороны располагалась 3-я шахта, терриконы которой при строительстве автодороги Липецк-Елец использовали при формировании насыпи автодороги. Многие терриконы были использованы при строительстве данной дороги.
В 1970-х г. проведен центральный водопровод, закрыли шахты и демонтировали железную дорогу. До проведения водопровода, за водой ходили в два колодца один располагался к северу от деревни в лесу рядом с шахтой, а второй к югу «Кузний» колодец.
В 70-е годы после прокладки трассы Липецк-Елец для её обслуживания с северной стороны Кулешовки был построен многоквартирный дом («ДРП») для сотрудников автотранспортного предприятия которые обслуживали эту дорогу. При ДРП со стороны леса имеется пруд.
После аварии на Чернобыльской АЭС в апреле 1986 году деревня оказалась в зоне выпада радиоактивных осадков.
В 1997 г. провели газопровод.
До 1995 г. в деревне была одна улица Народная. После появилась улица Пугачева, а затем после 2010 г. остальные улицы.

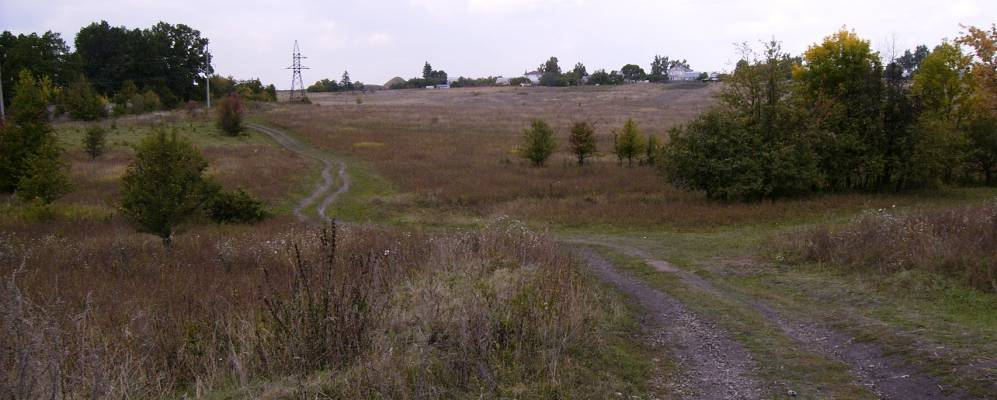
Кулешовка до строительства коттеджного поселка в районе бани до 2010 года

В 1990-е годы на юго-востоке деревни было начато строительства фермы для КРС.[кого?] Оказался недостроен, так и был демонтирован в 2006—2010 гг.[значимость факта?]
Деревенское кладбище начало функционировать в XX веке. До этого по словам сторожилов хоронили на сельском кладбище с. Косыревка

## XXI век
В 2003 г. заасфальтировали ул. Народная и провели проводной телефон (дали 25 номеров).
Пожары 2010 года не обошли Кулешовку стороной. Всей деревней жители тушили пожары которые подошли к деревни с южной стороны, с сухих полей. Сгорело 2 дома. При поддержке администрации Липецкой области они были восстановлены.
В августе 2013 г. была построена детская площадка и в первые проведен праздник «День села».
В 2014 г. на повороте с Елецкого шоссе построили АЗС.
С 2012 года вдоль Елецкой трассы образована улица Орловская, на которой расположены только промышленные предприятия, например завод «Профнастил» и др.
На 9 мая 2016 г. открыли памятник погибшим на войне. Впервые прошло шествие бессмертного полка.
Осенью 2016 г. начаты работы по прокладке магистральной линии высокоскоростной сети интернет. В Феврале 2017 г. введена в коммерческую эксплуатацию.
В 2017 году был принят Генплан развития Кулешовки.
В 2019 году в Кулешовке было уделено внимание благоустройству, отсыпаны новые улицы и расширена дорога (въезд) в деревню.
| 1883 | 2010 | 2012 | 2017 | 2020 |
| ---- | ---- | ---- | ---- | ---- |
| 290  | 276  | 351  | 730  | 881  |

## Экономика
Сфера обслуживания представлена магазином РАЙПО и Шиномонтажной мастерской, открытой в 2013 году.
Вдоль Елецкого шоссе на ул. Орловской расположены промышленные предприятия.
Всего 96 предприятий на 2020 год